# Stebnícka Magura
Stebnícka Magura este o arie protejată (arie specială de conservare — SAC, sit de importanță comunitară — SCI) din Slovacia întinsă pe o suprafață de 184,65 ha, integral pe uscat.

## Localizare
Centrul sitului Stebnícka Magura este situat la coordonatele 49°21′55″N 21°14′16″E / 49.365278°N 21.237778°E.

## Înființare
Situl Stebnícka Magura a fost declarat sit de importanță comunitară în octombrie 2011 pentru a proteja 3 specii de animale. Situl a fost protejat și ca arie specială de conservare în august 2011.

## Biodiversitate
Situată în ecoregiunea alpină, aria protejată conține 3 habitate naturale: Păduri de fag Asperulo-Fagetum, Păduri pe pante, grohotișuri și ravene de Tilio-Acerion, Păduri de fag subalpine medio-europene cu Acer și Rumex arifolius.
La baza desemnării sitului se află mai multe specii protejate:
- mamifere (2): lupul (Canis lupus), râs eurasiatic (Lynx lynx)
- nevertebrate (1): Boros schneideri

Pe lângă speciile protejate, pe teritoriul sitului au mai fost identificate 4 specii de plante.